# 1950 Wempe
1950 Wempe (1942 EO) là một tiểu hành tinh vành đai chính được phát hiện ngày 23 tháng 3 năm 1942 bởi K. Reinmuth ở Heidelberg.